# Jiří Schmiedt
Jiří Schmiedt (* 28. března 1948 Náchod) je český herec, divadelní režisér a horský vůdce. Jeho manželkou je lingvistka Věra Schmiedtová a jednou z dcer divadelní režisérka Jana Ryšánek Schmiedtová.

## Život
V roce 1966 maturoval na SVVŠ v Náchodě. V roce 1982 vystudoval činoherní herectví na Janáčkově akademii múzických umění v Brně a v roce 1987 postgraduální studium režie.
Začínal v Západočeském divadle Cheb (1970–1973). Dále byl členem Činoherního studia Ústí nad Labem (1973–1977), kde se podílel na stěžejních inscenacích (Yvonna princezna Burgundská, Diogenes cynik, Oblomov, Profesionální žena, Komedie v pasti, Jakub Fatalista, Leonce a Leona, Jak se vám líbí).
Jako režisér dále působil na oblastních scénách v Uherském Hradišti a Příbrami.
Nejvýznamnějšího úspěchu dosáhl roku 2003 jako režisér premiérové inscenace dramatizace knihy Ireny Douskové Hrdý Budžes s Barborou Hrzánovou v hlavní roli.
Příležitostně se objevoval před kamerou v epizodních rolích příslušníků VB (Kaňka do pohádky, 1981; V podstatě jsme normální, 1981), vojáků (Pasáček z doliny, 1983; S čerty nejsou žerty, 1985), mladých mužů (Svítalo celou noc, 1980; Má láska s Jakubem, 1982), člena orchestru (S tebou mě baví svět, 1982), trubače (Jára Cimrman, ležící, spící, 1983), horníka (Figurky ze šmantů, 1987) či muže v rádiovce (Něžný barbar, 1989). Ve filmu režiséra Martina Hollého Tržiště senzací z roku 1985 měl roli spisovatele a bohéma Jaroslava Haška.
Jinou autentickou postavu světově proslulého literáta s ještě radikálnějšími politickými názory vytvořil v italské životopisné fresce Mladý Mussolini/Il giovane Mussolini (1993), kde ztělesnil zakladatele futurismu a stoupence fašismu Filippa Tommasa Marinettiho.
Hrál i v televizních filmech Viktora Polesného (Nedosněné sny, 1989; Zítra to spustíme, 1992) a v televizních seriálech (Slavné historky zbojnické, 1985; Druhý dech, 1988; Dobrodružství kriminalistiky, 1989; Trapasy, 2007 a Zdivočelá země III, 2008).
Od roku 1990 současně působí jako horský vůdce v různých alpských oblastech.

## Filmografie

### Televize
- 1980 – Eva Eva – TV film
- 1985 – Tržiště senzací – TV seriál
- 1985 – Slavné historky zbojnické – TV seriál – sluha (1. díl)
- 1985 – Dialogy pro klarinet, cimbál a bicí – TV film – rodák
- 1988 – Proces s vrahy Martynové – TV film
- 1988 – Druhý dech – TV seriál
- 1989 – Sama uprostřed noci – TV film
- 1989 – Nedosněné sny – TV film
- 1989 – Dobrodružství kriminalistiky – TV seriál
- 1989 – Dlouhá míle – TV seriál
- 1989 – Labyrint světa – TV hra – asistent
- 1992 – Zítra to spustíme – TV film
- 1993 – Mussolini - Cesta k moci – TV film – Marinetti
- 2006 – Boží pole s.r.o. – TV film – vousatý divous z hospody
- 2007 – Trapasy – TV seriál – Trnka (Šifra)
- 2008 – Zdivočelá země – TV seriál – hostinský

### Film
- 1980 – Svítalo celou noc
- 1981 – V podstatě jsme normální – příslušník VB
- 1981 – Kaňka do pohádky – příslušník VB
- 1982 – S tebou mě baví svět – člen orchestru
- 1982 – Má láska s Jakubem
- 1983 – Pasáček z doliny – voják
- 1983 – Jára Cimrman ležící, spící – trubač
- 1984 – S čerty nejsou žerty – poddůstojník
- 1985 – Zuřivý reportér – spisovatel Jaroslav Hašek
- 1985 – Figurky ze šmantů – příběh ohnivé Toničky – horník
- 1989 – Něžný barbar – muž v rádiovce

## Režie
- 2003 – Hrdý budžes – TV divadelní představení

## Filmový architekt
- 2003 – Hrdý budžes – scéna

## Literární dílo
V roce 2013 vydal své minimemoáry Slunce zapadá jak nebesa krásných křídel, které ilustrovala jeho nejmladší dcera Jana Ryšánek Schmiedtová.